# 2차원

2차원 데카르트 좌표계

2차원(二次元, 영어: Two Dimension)은 차원이 2인 것을 가리킨다.

## 기하학

### 좌표
2차원의 좌표는 데카르트 좌표계, 극좌표계, 지리 좌표계 등으로 나타낸다. 2차원의 데카르트 좌표계를 좌표평면이라고도 한다.

데카르트 좌표계
극좌표계
지리 좌표계

#### 볼록꼴

### 폴리토프
2차원의 폴리토프는 다각형밖에 없다.

#### 축중 구면
일각형과 이각형은 일반적인 축중(縮重) 구면으로 간주할 수 있다.

#### 비볼록꼴

### 초구
2차원의 초구(超球)는 원이다. 면적은 다음과 같으며
{\displaystyle A=\pi r^{2}}
여기서 {\displaystyle r}는 반지름이다.

## 같이 보기
- 차원